# Il lupo e i sette capretti

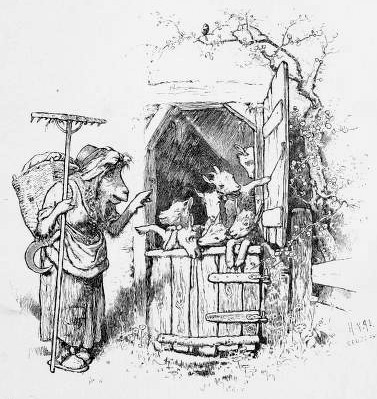
Mamma Capra saluta i suoi piccoli.

Il lupo e i sette capretti (tedesco: Der Wolf und die sieben jungen Geißlein) è una favola tradizionale europea pubblicata dai fratelli Grimm presente nella raccolta Le fiabe del focolare (1812-1815).

## Trama
Un giorno Mamma Capra, che ha sette piccoli e graziosi capretti, deve recarsi in città per delle commissioni, ed avverte i suoi figlioletti di prestare molta attenzione al Lupo, a cui non devono assolutamente aprire la porta perché ha una bocca enorme ed ha sempre fame, quindi li divorerebbe vivi in un sol boccone, e dice loro che, nonostante il Lupo sia solito travestirsi, lo possono riconoscere per la sua voce rauca e le sue zampe nere come la pece. Poco dopo la sua partenza, il Lupo si presenta alla porta dei capretti, che però riescono immediatamente a riconoscerlo per gli elementi che la loro mamma aveva loro evidenziato e lo cacciano via.
Allora il Lupo si reca da un farmacista e lo costringe a donargli un farmaco che gli renda la voce dolce come il miele, poi si ripresenta alla casetta dei cuccioli, ma viene smascherato ancora a causa del colore delle zampe. Tornato in Paese, va allora prima da un fornaio, dal quale si fa mettere un po' di impasto per il pane sulle zampe anteriori, e poi da un mugnaio, a cui chiede di ricoprire le sue zampe di farina: il mugnaio inizialmente si rifiuta, ma il Lupo lo convince minacciandolo di mangiarselo in un sol boccone.
Tornato per la terza volta alla casa dei capretti, il Lupo riesce, stavolta, a non farsi riconoscere dai piccoli, che sentendo una voce dolce e vedendo una zampa bianca lo scambiano per la loro madre e gli aprono l'uscio; resisi conto che in realtà è il Lupo, corrono a nascondersi, ma la bestia li trova e se li mangia tutti tranne il più piccolo, che si era nascosto nell'orologio a pendolo, per poi andarsene soddisfatto. Quando Mamma Capra ritorna, notando la casa sottosopra, comincia a cercare i suoi cuccioli senza trovarli, inizia a piangere e a disperarsi e chiama tutti i capretti senza ottenere risposta finché non chiama quello più piccolo, che le risponde e salta fuori dall'orologio.
La mamma e il capretto più piccolo decidono di uscire per andare alla ricerca del Lupo, e lo trovano sazio ed addormentato sotto un enorme albero ombroso. La madre nota che la pancia della bestia si muove, ed ordina al capretto di andare a casa per prenderle ago, filo e un paio di grosse forbici dal suo cestino del ricamo; quando il capretto torna, la madre taglia la pancia del Lupo e scopre, con enorme sorpresa e piacere, che tutti gli altri sei capretti sono vivi e vegeti dentro al ventre della bestia, in quanto il Lupo ingordamente li aveva inghiottiti senza masticarli. Ordina quindi loro di raccogliere dei sassi molto pesanti, che insieme mettono nella pancia del Lupo per poi ricucirla e tornare a casa. Quando il Lupo si sveglia si sente molto appesantito, pensa di non aver digerito i capretti e si dirige al fiume per bere, ma si sporge troppo e il peso dei sassi lo fa cadere in acqua, dove muore annegato. Così Mamma Capra e i suoi sette capretti vivono per sempre felici e contenti nella loro casetta nel bosco.

## Adattamenti
- Volk i semero kozljat, cortometraggio d'animazione sovietico (1957).
- Nell'episodio Tanti panini bianchi della serie animata Heidi (1974), Clara Sesemann racconta la fiaba alla protagonista.
- Il lupo e le sette pecore (1975), cortometraggio della Toei Animation contenuto nella raccolta Le più famose favole del mondo.
- Il lupo e gli agnellini (1976), episodio 1 dell'anime Le più belle favole del mondo.
- Il lupo e i sette capretti (1986), episodio della serie anime C'era una volta.
- Il lupo e i sette capretti (1995), episodio 13 della serie TV anime Le fiabe più belle.
- Il lupi e i sette capretti (1995), episodio della serie animata statunitense Lupi, streghe e giganti.
- Il lupo e i sette capretti (1997), episodio 48 della serie animata Tre gemelle e una strega.
- Il lupo e i sette bambinelli, episodio 4 della prima stagione della serie animata tedesca Simsalagrimm (1999-2010).
- La fiaba viene rivisitata in chiave horror nel cortometraggio My Little Goat (2018).